# Tehuelche (merk)
| Distributiecarter met tandwielen |
| Tehuelche uit 1957               |

Tehuelche is een Argentijnshistorisch merk van motorfietsen.
Argentijns motormerk - genoemd naar een inheemse indianenstam - dat in Europa onbekende 75 modellen met eigen kopklepmotor produceerde.
De fabriek stond in San Martín (Buenos Aires). Het straatmodel RF75 “Sport” met een door tandwielen aangedreven bovenliggende nokkenas, was ontworpen door de Italiaanse immigranten ir. Juan Raffaldi en Roberto Fattorini.
Uiterlijk doet deze motor sterk denken aan de vooroorlogse Monoalbero. De tot 98 cc opgeboorde latere versie, de RF100 “Competición” was een racer met een uitstekende wegligging en een reële topsnelheid van 130 km per uur bij een toegestaan maximum toerental van 12.000 tpm. Hiermee werd deelgenomen aan de talloze weg- en sintelbaanraces in Argentinië. Gomez en Rey - de voornaamste coureurs - namen het op tegen Zanella-Ceccato, Honda, etc.